# Księgowość uproszczona
Księgowość uproszczona – księgowość prowadzona przez osoby fizyczne, spółki cywilne osób fizycznych, spółki jawne osób fizycznych oraz spółki partnerskie, u których przychody netto ze sprzedaży towarów, produktów i operacji finansowych za poprzedni rok obrotowy nie przekroczyły równowartości w walucie polskiej 2 000 000 euro. Powyżej tej granicy, a w przypadku spółek kapitałowych, a także innych osób prawnych, z wyjątkiem Skarbu Państwa i Narodowego Banku Polskiego, bez względu na przychody, obowiązuje prowadzenie ksiąg handlowych (tzw. pełna księgowość).

## Formy uproszczonej księgowości
1. Karta podatkowa
2. Ryczałt od przychodów ewidencjonowanych
3. Podatkowa księga przychodów i rozchodów

## Zalety i wady uproszczonej księgowości
Zalety:
- mało kosztowna forma księgowości
- łatwa w prowadzeniu
- monitorowanie zdarzeń gospodarczych, jakie miały miejsce w przedsiębiorstwie
- alternatywa prowadzenia systemu księgowego z wykorzystaniem programu księgowego lub księgowości online

Wady:
- dostępna wyłącznie dla wybranych podmiotów gospodarczych
- brak możliwości dokonywania szerszych analiz ekonomicznych
- samodzielne prowadzenie księgowości wymaga znajomości aktualnych regulacji prawnych
- pełna odpowiedzialność prawna za błędy w zdarzeniach gospodarczych
- ograniczany zakres kategorii, który jest przyczyną niejasności w przypadku konieczności ewidencji nietypowych informacji